# Microrégion de Jaguariaíva
La microrégion de Jaguariaíva est l'une des trois microrégions qui subdivisent le centre-est de l'État du Paraná au Brésil.
Elle comporte 4 municipalités qui regroupaient 104 383 habitants en 2006 pour une superficie totale de 5 643 km².

## Municipalités[1]
- Arapoti
- Jaguariaíva
- Piraí do Sul
- Sengés